# Закшувек (гмина)
Закшувек (пол. Zakrzówek) — сельская гмина (волость) в Польше, входит как административная единица в Красницкий повет, Люблинское воеводство. Население — 7044 человека (на 2004 год).

## Сельские округа
1. Быстшица
2. Гуры
3. Юзефин
4. Липно
5. Майдан-Грабина
6. Маёрат
7. Рудки
8. Рудник-Первши
9. Рудник-Други
10. Студзянки
11. Студзянки-Колёня
12. Сулюв
13. Сверчина
14. Закшувек
15. Закшувек-Новы
16. Закшувек-Весь

## Прочие поселения
1. Копанины
2. Масне-Долы
3. Масне-Долы-Колёня
4. Тартак
5. Задвоже
6. Закшувек-Руды

## Соседние гмины
1. Гмина Батож
2. Гмина Быхава
3. Гмина Красник
4. Гмина Стшижевице
5. Гмина Шастарка
6. Гмина Вильколаз
7. Гмина Закшев